# La Ferrière-aux-Étangs

La Ferrière-aux-Étangs este o comună în departamentul Orne, Franța. În 1 ianuarie 2022 avea o populație de 1.531 de locuitori.